# Monneoncideres cristata
Monneoncideres cristata – gatunek chrząszcza z rodziny kózkowatych i podrodziny zgrzypikowych. Jedyny przedstawiciel rodzaju Monneoncideres.

## Zasięg występowania
Gatunek ten występuje w Ekwadorze oraz Peru.